# سد رسلند
سد رسلند (به فرانسوی: Barrage de Roselend) یک سد در فرانسه است که در اوورنی-رون-آلپ واقع شده‌است.